# Katholische Hofkirche (Dresden)
Katholische Hofkirche i Dresden, indviet til den hellige Treenighed (Sanctissimae Trinitatis), er en Katedral i bispedømmet Dresden-Meißen og Dresdens bykirke. Den blev bygget fra 1739 til 1755 i barokstilen under Kurfyrste  Frederik August 2 gennem den italienske bygmester Gaetano Chiaveri (1689-1770).  1964 blev den ophævet til domkirke, og 1980 blev den bispedømmet Dresden-Meißens Katedral.
Som tidligere fyrstehofkirke var den en overgang forbundet med slottet Residenzschloss. Kirken står i nærheden af Elben i den gamle by mellem Schloßplatz og Theaterplatz.

## Historie
Den  fra 1739 til 1755 gennem Gaetano Chiaveri byggede Katholische Hofkirche er en af Sachsens største kirkebygninger. Kirken blev indviet den 29. Juni 1751. Til indvielsegudstjenesten opførtes messen i d-mol og hymnen Te Deum i d-dur af Johann Adolph Hasse. 
På grund af vejrliget havde kirketårnets sandsten taget skade og kirkens tårn blev fra 1867 til 1868 restaureret under ledelse af Dresdens by-bygmester Adolph Canzler (1818-1903). 
Kirken blev 1900 over en underjordisk fjernvarmekanal forsynet med fjernvarme. 
Under luftbombardementet af Dresden fra 13. til 15. Februar 1945 blev kirke flere gange ramt af flybomber. Taget og de indre hvælvinger styrtede ned. De ydre vægge blev beskadiget, og delvis fuldstændig ødelagt. Genopbygningen varede til 1965. Man kan endnu i dag på grund af kirkeskibets forskellige stenfarver se spor af ødelæggelserne. Tre af de prægtige hjørnekapeller blev næsten restaureret som de originale. Den fjerde fik en ny form.
- Kirken omkring 1850
- Kirkens ødelagte tag i 1948
- Katholische Hofkirche og slottet Residenzschloss
- Hovedskibet
- Alteret
- Alterbillede malet af Anton Raphael Mengs (1728-1779).
- Orgelet

51°03′13″N 13°44′14″Ø / 51.05349°N 13.73735°Ø